# Shirley Ardell Mason
Shirley Ardell Mason (Dodge Center, Minnesota, Estados Unidos; 25 de enero de 1923 - Lexington, Kentucky, Estados Unidos; 26 de febrero de 1998) fue una paciente psiquiátrica estadounidense y galerista de arte, cuya vida fue documentada en 1973 en la novela Sybil, de Flora Rheta Schreiber, que fue dramatizada en dos películas del mismo nombre en 1976 y 2007. Tanto el libro como las películas utilizaron el nombre de Sybil Isabel Dorsett para proteger la identidad de Mason, aunque en la nueva versión del 2007 se reveló el nombre de Mason en su conclusión.

## Biografía
Mason nació y se crio en Dodge Center, Minnesota, Estados Unidos. Es hija única del matrimonio formado por Martha Alice «Mattie» Hageman y Walter Mason, carpintero. En lo que respecta a la madre de Mason: «Muchas personas en Dodge Center le dicen Mattie» [en el libro aparece como Hattie]. Según Bettie Borst Christensen, una vecina que creció en la misma calle que la familia Mason: «Era extraña. Tenía una risa como de bruja. No se reía mucho, pero cuando lo hacía, era como un chillido». Christensen recuerda a la madre de Mason caminando de noche en la oscuridad, oteando por las ventanas de los vecinos. Finalmente, a la madre de Mason se le diagnosticó esquizofrenia.
En los años cincuenta, Mason trabajó como maestra sustituta y estudió en la Universidad de Columbia. Había sufrido muchos trastornos y colapsos emocionales, y finalmente se sometió a psicoterapia con la psiquiatra freudiana Cornelia B. Wilbur. Sus sesiones en conjunto fueron la base de la novela Sybil. Mason más tarde se trasladó a Lexington, Kentucky, donde impartió clases de arte y tuvo una galería de arte en su casa durante muchos años.
Murió de cáncer de mama el 26 de febrero de 1998, a la edad de 75 años.

## Sybil
La novela Sybil cuenta una historia novelizada de Mason, que fue tratada por trastorno de personalidad múltiple (ahora conocido como trastorno de identidad disociativo). Según el libro, Mason padecía el trastorno como consecuencia de graves abusos sexuales, físicos y psicológicos a manos de su madre, que Flora Rheta Schreiber escribe, se creía que padecía esquizofrenia no diagnosticada. El libro se adaptó en una película con el mismo nombre, protagonizada por Sally Field, en 1976. La película fue luego versionada en 2007, igualmente llamada Sybil, con Jessica Lange interpretando a Wilbur y Tammy Blanchard interpretando a Sybil.

### Identidades Descritas en el libro
- Shirley/Sybil. (1923) La anfitriona. Melancólica. Insegura. Cauta. Seria. Recatada. Artística. Sus amnesias más extensas fueron de dos años.
- Victoria Antoinette Scharleau (Vicky) (1926). La primera en separarse cuando tenía 3 años. Francesa, equilibrada, enfrenta al mundo sin miedo. Rubia. Casi sin amnesia.
- Peggy Lou Baldwin (1926), asertiva y frecuentemente enojada.
- Peggy Ann Baldwin (1926) más temerosa.
- Marcia Lynn (1927): Muchas emociones. Creativa y productiva. Escribía y pintaba. Pero también destructiva en sus deseos de la muerte suya y de su madre.
- Mike (1928): Una de las dos identidades masculinas, carpintero.
- Sid (1928): SID son las iniciales de Sybil Isabel Dorset. SAM serían las iniciales de Shirley Ardell Mason. También carpintero, se encarga de reparaciones.
- Marjorie(1928). Vivaz y de risa fácil. No da señales de depresión.
- Helen (1929). Temerosa pero ambiciosa. Quería ser el orgullo de la doctora. Helen se oculta bajo el escritorio.
- Sybil Ann (1928): Siempre fatigada. Tímida y pálida. No dormía ni comía. No sentía nada. Pintaba cuadros melancólicos sin rostros. La más deprimida. Aparecía cuando se abrumaban.
- Mary Lucinda (1933): Un introyecto de la abuela de Sybil. Muy religiosa. Regordeta y maternal
- Vanessa Gail (1935): Dramática. «La más bonita». Pelirroja, alta y esbelta. Ella podía tocar el piano (Sybil podía de niña, pero después no). No le gustaba la religión.
- Clara (?): Dice que no tiene madre. La más religiosa. Clara quiere estudiar y aprender cuestiones médicas, y química. Muy crítica de Sybil.
- Ruthie (?): La más pequeña, aproximadamente 2 años de edad. La primera en crecer (madurar) por hipnosis cerca del final de su tratamiento.
- Nancy Lou Ann Baldwin(?): Le interesa la política y las profecías bíblicas. Miedo a los estallidos. Miedo al fin del mundo. Desea caminar sobre piernas que no sean débiles. Miedo a los católicos.
- La Rubia (1946): La chica que Sybil quería ser. Adolescente.
- La nueva Sybil: Sybil integrada después de 11 años de terapia.

## Controversia
El diagnóstico de Mason ha sido cuestionado por algunos, como el psiquiatra Herbert Spiegel, quien vio a Mason en varias sesiones mientras la psiquiatra Wilbur se encontraba de vacaciones, e interpretó que los síntomas se debían a que Wilbur estaba manipulando a Mason para que se comportara como si sufriera de varias personalidades, mientras que en realidad no las tenía. Spiegel sospechaba que Wilbur estaba publicitando el caso de Mason con ánimo de lucro. De acuerdo con Herbert Spiegel, Mason era una paciente histérica y no mostraba ningún síntoma serio de personalidades múltiples, porque Mason le comentó que Wilbur decía que «dice Wilbur que este sentimiento es Helen». Spiegel confrontó a Wilbur, quien ―según él― le respondió que Mason no tenía múltiples personalidades, pero que su editor no estaría dispuesto a publicar su caso a menos que ella dijera que lo era.
En agosto de 1998, el psicólogo Robert Rieber ―de la universidad John Jay College―, publicó el libro Bifurcation of the self en el que cuestionó también el diagnóstico de Wilbur —y comenta lo alegado por Herbert Spiegel—, alegando que Mason era «una histérica muy sugestionable», y también declaró que creía que Wilbur la había manipulado con el fin de vender su libro y que la escritora Flora Rheta era también una histérica.
Sin embargo, el prólogo del mismo libro de Rieber incluye comentarios de David Spiegel, psiquiatra y académico que contribuye a la categoría de trastornos disociativos —y que es hijo de Herbert Spiegel—, declarando que en su perspectiva, Rieber levanta cuestiones válidas, pero no las responde, y cuestiona las conclusiones de Rieber.
También el escritor Mark Lawrence defiende el caso Sybil, ―en una revisión del libro de Rieber― afirma que Rieber repetidamente distorsionó las pruebas y dejó de lado una serie de hechos importantes del caso de Mason.
Otra persona que reavivó la controversia fue Debbie Nathan, una periodista enfocada en justicia criminal que documentó su investigación en Sybil Exposed (2011), en un intento de deslegitimar no solo el caso Sybil y las tres mujeres involucradas, sino el concepto del TID, los profesionales y las instituciones que lo estudian. Nathan ha criticado las políticas de pornografía y la «histeria» del «pánico satánico». También ha trabajado en defensa de aquellos acusados falsamente en el Centro Nacional para la Razón y Justicia, una organización que ofrece apoyo a los acusados o convictos «falsamente». En un reportaje, se entiende que Nathan considera que las leyes sobre pornografía y abuso infantil son demasiado severas. Nathan también apareció en el documental Capturing the Friedmans, un documental sobre la captura de una familia por posesión de material pornográfico infantil, y uno de ellos menciona que «Nathan fue la única que creyó (en su inocencia)». Sin embargo, se declararon culpables.
El psiquiatra canadiense Colin A. Ross, reseñando el libro de Nathan Sybil Exposed, escribe que a pesar de que era necesario exponer las violaciones éticas que Wilbur cometió, como las peligrosas dosis de barbitúricos  ―que provocaron adicción en Shirley ― o la involucración personal, tiene problemas argumentativos con la retórica de falsas memorias y su tesis de que la condición que explica los síntomas de Shirley es una anemia perniciosa. Además de que no ofrece en su libro evidencia de que Shirley padeciera este tipo de anemia, no explicarían los síntomas disociativos complejos como los espacios en blanco en su memoria, y no podría remitirse durante 9 años que Shirley dejó de ver a Wilbur y detonarse al regresar a terapia, como sugiere Nathan.
Los archivos psiquiátricos de Wilbur fueron destruidos, algunas cintas de sus sesiones están en posesión de Rieber —que después dijo que perdió—, y tanto ella, como Mason, y la escritora Schreiber han fallecido. Pero le sobreviven tres personas que conocieron a Shirley en vida, Patrick Suracci, Nahomi Rhodes y Nancy Prescott.